# Heinrich Lohrer
Heinrich Lohrer, dit Heini Lohrer, (né le 29 juin 1918 à Arosa, mort le 12 décembre 2011 à Oberengstringen) est un joueur professionnel suisse de hockey sur glace.

## Carrière
Heinrich Lohrer apprend le hockey sur glace avec ses frères Werner et Karl. En 1934, il s'installe à Zurich à 16 ans pour une formation dans le commerce, et poursuit sa carrière sportive au ZSC, où il fait partie du « Er-Sturm » à côté des frères Charly et Herbert Kessler puis Fredy Bieler. La vitesse et la technique font de lui un cadre du ZSC et l'un des grands joueurs de l'équipe nationale. Avec le ZSC, il est champion de Suisse en 1936 et 1949,, et remporte la Coupe Spengler en 1944 et 1945. En 1950, le ZSC joue au Hallenstadion, Heinrich Lohrer s'occupe parfois des Young Sprinters Hockey Club.
Il marque son premier but lors d'un match international à 18 ans. En tout, Heinrich Lohrer a 74 sélections avec l'équipe de Suisse et marque 64 buts. Il joue aussi en compagnie des frères Kessler,. Il appartient à l'équipe qui devient championne d'Europe en 1939 et qui réussit en 1948 à Bâle la première victoire d'une équipe européenne contre le Canada (8-5). Il participe aux Jeux olympiques de 1948, où la Suisse à domicile prend la médaille de bronze,, en compagnie de son frère Werner.
Heinrich Lohrer prend sa retraite sportive en 1953. Avec son collègue Alfred Bieler du Zurich SC, il rejoint plus tard la direction de l'entreprise de machines de précision Precisa AG.